# Oreonetes
Oreonetes es un género extinto de "oreodonte" de la familia Merycoidodontidae , endémico de América del Norte que vivió durante el Eoceno superior  hace entre 38—33,9 millones de años aproximadamente.
Oreonetes era un oreodonte  muy pequeño encontrado en la maleza del bosque en el oeste de los Estados Unidos durante el Eoceno Superior.

## Taxonomía
Oreonetes fue nombrado por Loomis (1924). Fue asignado a  Merycoidodontidae por Loomis (1924) y Lander (1998).

## Distribución fósil
Se han encontrado fósiles por todo el oeste de Estados Unidos

## Especies
O. anceps.

## Géneros hermanos
Aclistomycter, Bathygenys, Brachycrus (sin. Pronomotherium), Desmatochoerus, Eporeodon (sin. Hypselochoerus, Pseudodesmatochoerus), Hypsiops (sin. Pseudomesoreodon, Submerycochoerus), Leptauchenia (sin. Brachymeryx, Cyclopidius, Hadroleptauchenia, Pithecistes, Pseudocyclopidius), Limnenetes, Mediochoerus, Merycoides (sin. Paramerychyus), Merycochoerus, Merycoidodon (sin. Blickohyus, Genetochoerus, Oreodon, Otionohyus, Paramerycoidodon, Prodesmatochoerus, Promesoreodon, Subdesmatochoerus), Mesoreodon, Miniochoerus (sin. Parastenopsochoerus, Platyochoerus, Stenopsochoerus), Oreodontoides, Paroreodon (sin. Epigenetochoerus), Phenacocoelus, Sespia (sin. Megasespia), Ticholeptus (sin. Poatrephes). 